# Síň slávy Mezinárodní basketbalové federace
Mezinárodní basketbalové federace (FIBA) založila svou Síň slávy roku 1991, první hráče do ní uvedla roku 2007. Oceňuje hráče, trenéry, týmy, rozhodčí a funkcionáře, kteří výrazně přispěli k rozvoji basketbalu, přičemž na rozdíl od americké Naismithovy síně slávy preferuje osobnosti soutěží FIBA (mistrovství světa, kontinentální šampionáty, olympijské hry). Symbolická síň slávy FIBA se nachází v basketbalovém muzeu v Madridu. Z českých basketbalistů byli do síně slávy FIBA uvedeni Jiří Zídek starší a Hana Horáková. Uveden byl i Slovák Stanislav Kropilák, který reprezentoval Československo.

## Uvedení hráči[1]

### Muži
| Rok uvedení | Hráč                      | Stát                             |
| ----------- | ------------------------- | -------------------------------- |
| 2007        | Alexandr Bělov            | Sovětský svaz / Rusko            |
| 2007        | Sergej Bělov              | Sovětský svaz / Rusko            |
| 2007        | Emiliano Rodríguez        | Španělsko                        |
| 2007        | Bill Russell              | Spojené státy americké           |
| 2007        | Radivoj Korać             | Jugoslávie / Srbsko              |
| 2007        | Krešimir Ćosić            | Jugoslávie / Chorvatsko          |
| 2007        | Teófilo Cruz              | Portoriko                        |
| 2007        | Dražen Dalipagić          | Jugoslávie / Srbsko              |
| 2007        | Ivo Daneu                 | Jugoslávie / Slovinsko           |
| 2007        | Mirza Delibašić           | Jugoslávie / Bosna a Hercegovina |
| 2007        | Oscar Furlong             | Argentina                        |
| 2007        | Nikos Galis               | Řecko / Spojené státy americké   |
| 2007        | Fernando Martín           | Španělsko                        |
| 2007        | Pierluigi Marzorati       | Itálie                           |
| 2007        | Amaury Pasos              | Brazílie                         |
| 2007        | Dražen Petrović           | Jugoslávie / Chorvatsko          |
| 2009        | Bira Maciel               | Brazílie                         |
| 2009        | Ricardo González          | Argentina                        |
| 2009        | Oscar Robertson           | Spojené státy americké           |
| 2010        | Dragan Kićanović          | Jugoslávie / Srbsko              |
| 2010        | Vlade Divac               | Jugoslávie / Srbsko              |
| 2010        | Dino Meneghin             | Itálie                           |
| 2010        | Arvydas Sabonis           | Sovětský svaz / Litva            |
| 2010        | Oscar Schmidt             | Brazílie                         |
| 2013        | David Robinson            | Spojené státy americké           |
| 2013        | Zoran Slavnić             | Jugoslávie / Srbsko              |
| 2013        | Andrew Gaze               | Austrálie                        |
| 2013        | Jean-Jacques Conceição    | Angola / Portugalsko             |
| 2015        | Ruperto Herrera           | Kuba                             |
| 2015        | Michael Jordan            | Spojené státy americké           |
| 2015        | Šarūnas Marčiulionis      | Sovětský svaz / Litva            |
| 2015        | Antoine Rigaudeau         | Francie                          |
| 2015        | Vladimir Tkačenko         | Sovětský svaz / Rusko            |
| 2016        | Panagiotis Fasoulas       | Řecko                            |
| 2016        | Hakeem Olajuwon           | Nigérie / Spojené státy americké |
| 2016        | Juan Antonio San Epifanio | Španělsko                        |
| 2016        | Manuel Raga               | Mexiko                           |
| 2017        | Toni Kukoč                | Jugoslávie / Chorvatsko          |
| 2017        | Shaquille O'Neal          | Spojené státy americké           |
| 2017        | Miki Berkovich            | Izrael                           |
| 2017        | Pero Cameron              | Nový Zéland                      |
| 2017        | Valdis Valters            | Sovětský svaz / Lotyšsko         |
| 2019        | Atanas Golomejev          | Bulharsko                        |
| 2019        | Alonzo Mourning           | Spojené státy americké           |
| 2019        | Fabricio Oberto           | Argentina                        |
| 2019        | José Ortiz                | Portoriko                        |
| 2019        | Mohsen Medhat Warda       | Egypt                            |
| 2019        | Jiří Zídek st.            | Československo / Česko           |
| 2020        | Mieczysław Łopatka        | Polsko                           |
| 2020        | Steve Nash                | Kanada                           |
| 2020        | Modestas Paulauskas       | Sovětský svaz / Litva            |
| 2020        | Keniči Sakó               | Japonsko                         |
| 2020        | Oleksandr Volkov          | Sovětský svaz / Ukrajina         |
| 2020        | Jure Zdovc                | Jugoslávie / Slovinsko           |
| 2021        | Mathieu Faye              | Senegal                          |
| 2021        | Panajotis Jannakis        | Řecko                            |
| 2021        | Stanislav Kropilák        | Československo / Slovensko       |
| 2021        | Oscar Moglia              | Uruguay                          |
| 2021        | Detlef Schrempf           | Německo                          |
| 2021        | Sergej Tarakanov          | Sovětský svaz / Rusko            |
| 2023        | Ângelo Victoriano         | Angola                           |
| 2023        | Sonny Hendrawan           | Indonésie                        |
| 2023        | Wlamir Marques            | Brazílie                         |
| 2023        | Zurab Sakandelidze        | Sovětský svaz / Gruzie           |
| 2023        | Caloy Loyzaga             | Filipíny                         |
| 2023        | Jao Ming                  | Čína                             |
| 2024        | Reggie Miller             | Spojené státy americké           |
| 2024        | Kirk Penney               | Nový Zéland                      |
| 2024        | Romain Sato               | Středoafrická republika          |
| 2024        | Peja Stojaković           | Srbsko                           |

### Ženy
| Rok uvedení | Hráčka                          | Stát                             |
| ----------- | ------------------------------- | -------------------------------- |
| 2007        | Liliana Ronchettiová            | Itálie                           |
| 2007        | Uljana Semjonovová              | Sovětský svaz / Lotyšsko         |
| 2007        | Vanja Vojnova                   | Bulharsko                        |
| 2007        | Hortência Marcariová            | Brazílie                         |
| 2007        | Ann Meyersová                   | Spojené státy americké           |
| 2009        | Jacky Chazalonová               | Francie                          |
| 2010        | Cheryl Millerová                | Spojené státy americké           |
| 2010        | Natalja Zasulskaja              | Sovětský svaz / Rusko            |
| 2013        | Teresa Edwardsová               | Spojené státy americké           |
| 2013        | Maria Paula Gonçalves da Silva  | Brazílie                         |
| 2015        | Anne Donovanová                 | Spojené státy americké           |
| 2016        | Michele Timmsová                | Austrálie                        |
| 2017        | Razija Mujanovićová             | Jugoslávie / Bosna a Hercegovina |
| 2019        | Janeth Arcainová                | Brazílie                         |
| 2019        | Margo Dydeková                  | Polsko                           |
| 2020        | Isabelle Fijalkowski            | Francie                          |
| 2020        | Ágnes Némethová                 | Maďarsko                         |
| 2020        | Shin-Ja Park                    | Jižní Korea                      |
| 2021        | Hana Horáková                   | Česko                            |
| 2021        | Penka Stojanova                 | Bulharsko                        |
| 2021        | Čeng Chaj-sia                   | Čína                             |
| 2022        | Lisa Leslieová                  | Spojené státy americké           |
| 2022        | Robyn Maherová                  | Austrálie                        |
| 2022        | Catarina Polliniová             | Itálie                           |
| 2022        | Jurgita Štreimikytė-Virbickienė | Litva                            |
| 2022        | Mame Maty Mbengue               | Senegal                          |
| 2023        | Juko Oga                        | Japonsko                         |
| 2023        | Katrina McClainová              | Spojené státy americké           |
| 2023        | Amaya Valdemoro                 | Španělsko                        |
| 2023        | Penny Taylorová                 | Austrálie                        |
| 2024        | Miao Li-ťie                     | Čína                             |
| 2024        | Danira Bilićová                 | Chorvatsko                       |
| 2024        | Skaidrīte Smildziņa-Budovska    | Lotyšsko                         |